# Saxifraga flagellaris
Saxifraga flagellaris es una especie de planta  perteneciente a la familia Saxifragaceae nativa del alto ártico y algunas regiones de las Montañas Rocosas. No es una especie muy común y también se le conoce como planta araña cuyo nombre comparte con la especie Chlorophytum comosum (Agavaceae).

## Descripción

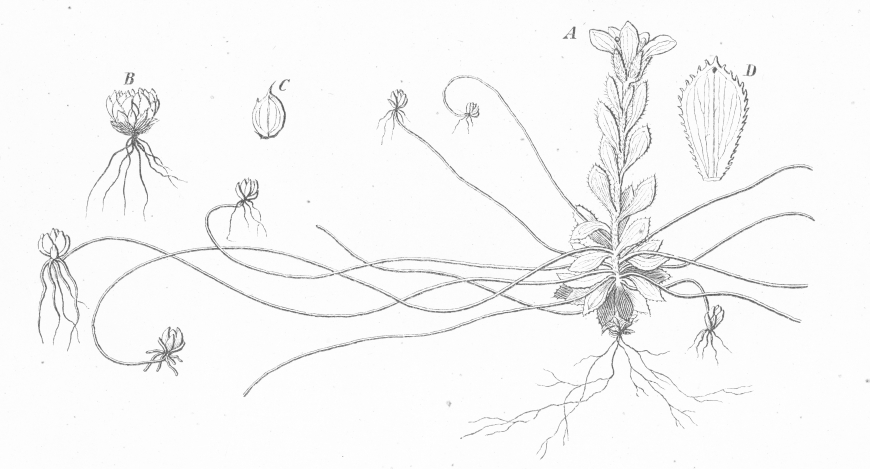
Saxifraga flagellaris ssp. platysepala: (Warming 1884

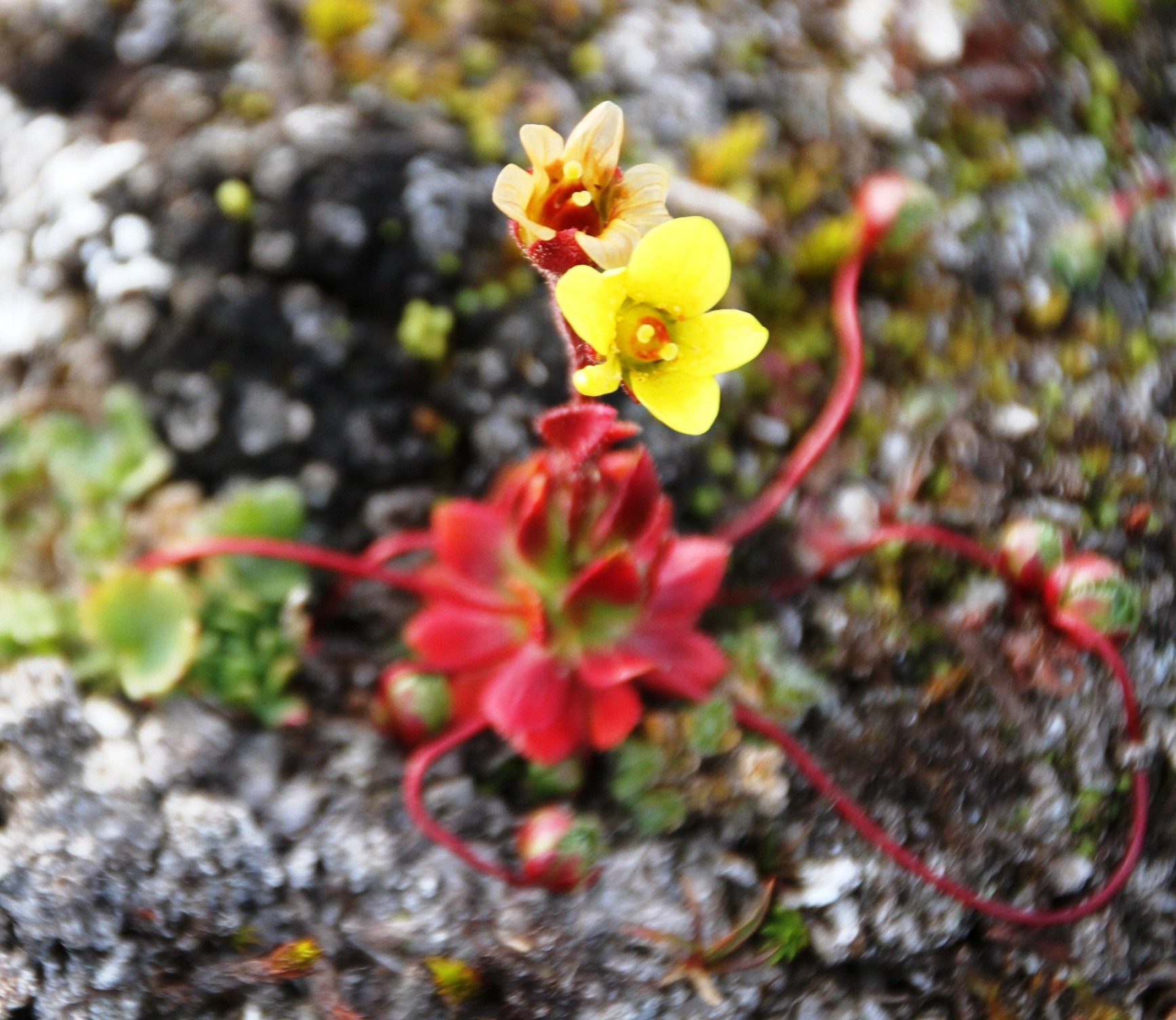
Vista de la planta

Tiene los tallos simples, erectos y con hojas, alcanzando los 8-10 cm de altura. Las hojas basales surgen de una densa roseta. Cada tallo tiene una flor terminal, raramente dos, con pétalos amarillo-dorados. Toda la planta es más o menos roja. Crece en lugares húmedos, graveras o alfombras de musgo.

## Taxonomía
Saxifraga flagellaris fue descrita por Willd. ex Sternb. y publicado en Revisio Saxifragarum 25, pl. 6. 1812.
Etimología
Saxifraga: nombre genérico que viene del latín saxum, ("piedra") y frangere, ("romper, quebrar"). Estas plantas se llaman así por su capacidad, según los antiguos, de romper las piedras con sus fuertes raíces. Así lo afirmaba Plinio, por ejemplo.
flagellaris: epíteto latino que significa "con flagelos".
Variedades aceptadas
- Saxifraga flagellaris var. crandallii (Gand.) Dorn
- Saxifraga flagellaris subsp. platysepala (Trautv.) A.E.Porsild

Sinonimia
- Hirculus flagellaris Haw.
- Leptasea flagellaris Small
- Saxifraga flagellaris subsp. aspera Tolm.[3]